# Probarbus labeamajor
Probarbus labeamajor là một loài cá vây tia thuộc họ Cyprinidae.
Loài này có ở Campuchia, Lào, và Thái Lan.